# Frausseilles
Frausseilles (okzitanisch: Fraucelhas) ist eine französische Gemeinde mit 79 Einwohnern (Stand: 1. Januar 2022) im Département Tarn in der Region Okzitanien. Sie gehört zum Arrondissement Albi und zum Kanton Carmaux-2 Vallée du Cérou. Die Einwohner werden Frausseillais und Frausseillaises genannt.

## Geographie
Frausseilles liegt rund 24 Kilometer nordwestlich von Albi. Umgeben wird Frausseilles von den Nachbargemeinden Amarens im Norden, Souel im Osten und Nordosten, Donnazac im Süden und Osten, Cahuzac-sur-Vère im Süden und Westen sowie Loubers im Westen und Nordwesten.

## Bevölkerungsentwicklung
| Jahr                       | 1962 | 1968 | 1975 | 1982 | 1990 | 1999 | 2006 | 2017 |
| Einwohner                  | 151  | 147  | 121  | 116  | 100  | 85   | 92   | 85   |
| Quellen: Cassini und INSEE |      |      |      |      |      |      |      |      |

## Sehenswürdigkeiten

Kirche Saint-Pierre

- Kirche Saint-Pierre